# Silent Hill: The Arcade
Silent Hill: The Arcade es un videojuego de terror y de disparos desarrollado y publicado por Konami en 2007 para el Arcade. Es parte de la serie del mismo nombre que trata sobre un misterioso pueblo llamado Silent Hill, y es el segundo juego de la saga que se desvía del género survival horror y el primero en ofrecer una opción de multijugador. En 2008, Silent Hill: The Arcade fue lanzado en Europa y Rusia.
El título se centra en Eric y Tina, dos estudiantes universitarios que en las vacaciones de 1993 visitan el pueblo de Silent Hill interesados por la leyenda del «Little Baroness», un barco que desapareció en el Lago Toluca del pueblo en 1918. Acompañándolos en el viaje están sus amigos Bill y Jessie. Cuando llegan al pueblo, Eric sufre una pesadilla y al despertar se encuentra en el Otro Mundo de Silent Hill, una realidad cubierta de niebla y criaturas extrañas.

## Sistema de juego
Silent Hill: The Arcade es similar a la serie The House of the Dead, en la cual se usan pistolas de luz para apuntar y disparar a los enemigos. También cuenta con un modo multijugador donde se puede controlar a Eric o a Tina.
El juego también cuenta con un sistema de inventario que permite usar diferentes objetos y armas, como una pistola, una escopeta, un rifle, bebidas isotónicas y botiquines de primeros auxilios.

## Argumento

### Sinopsis
Una leyenda urbana de Silent Hill cuenta que en noviembre de 1918 un barco cruzaba la atracción turística principal del pueblo, el Lago Toluca. En el barco «Little Baroness» viajaba una niña enferma con su madre, y cuando la madre llamó a la niña por su nombre el barco se encontró con un destino terrible al desaparecer completamente. No se encontraron sobrevivientes ni restos humanos.
En 1993, Eric, y Tina, miembros de un club de ocultismo de una universidad viajan por unas vacaciones de días festivos a Silent Hill junto con sus amigos Bill y Jessie , atraídos por las historias sobre cadáveres en el fondo del Lago Toluca. La mañana después de llegar al pueblo Eric sufre una pesadilla y al despertar encuentra al pueblo cubierto de niebla y monstruos. Los monstruos hieren a Bill y Jessie desaparece. Eric y Tina parten a buscar a sus amigos, eventualmente descubriendo el vínculo de Eric con el «Baroness» y la niña que viaja en el barco, llamada Hannah.

### Personajes
Anexos: Personajes de Silent Hill, Monstruos de Silent Hill
- Eric es el protagonista principal de la historia. Es un estudiante de universidad que estudia ocultismo como pasatiempo. Cuando era niño vivía en Silent Hill, pero sus padres fallecieron y fue a vivir con su tíos en Portland. Su abuelo, el capitán de la «Little Baroness» desapareció en el Lago Toluca y Eric se interesa por los rumores sobre ese lugar.

- Tina es la otra protagonista de la historia. Estudia en la universidad de Portland con Eric y tiene un carácter sociable y optimista. Tina tiene interés por convertirse en una maestra y es amiga de la pequeña Emilie. Tina viaja con Eric para visitarla.

- Emilie es una niña de nueve años que estudia en la escuela Midwich y es la hija del bibliotecario de la Sociedad Histórica de Silent Hill. Es amiga de Tina y le envía correos electrónicos durante clases. Emilie aparece alrededor del juego escapando y sobreviviendo a los monstruos.

- Hannah es la niña enferma que viajó en el barco «Little Baroness». Hannah nació en 1910 y era despreciada por su propia madre. Ese desprecio provocó la muerte de Hannah en un accidente en el barco. La batalla final del juego es contra de ella, donde Hannah se transforma en una criatura gigante con tentáculos.[4]

## Desarrollo
El juego fue lanzado en agosto de 2007 en Japón. El hardware de Silent Hill: The Arcade fue diseñado teniendo en cuenta el arte y la música de los juegos anteriores de la serie Silent Hill. La cabina rodea a los jugadores con una cortina en la cual se ocultan seis altavoces, con el propósito de bloquear la vista fuera de la cabina y hacer que los jugadores se concentren en el sonido.
En los países de Asia, Silent Hill: The Arcade cuenta con un sistema de «E-Amusement Pass», una tarjeta magnética producida por Konami la cual permite grabar y publicar la puntuación del jugador en Internet además de permitir seleccionar los niveles que se hayan pasado sin tener que empezar desde el primer nivel.
El título está compuesto de niveles y monstruos de los juegos anteriores, como el hospital de Silent Hill, la «Historical Society» de Silent Hill 2, el centro comercial de Silent Hill 3, y el agujero en la habitación de Silent Hill 4: The Room. Las criaturas también provienen en su mayoría de estos títulos, como una versión de Red Pyramid Thing, Dark Nurses, y Gumheads. Un monstruo en particular, Robby, había aparecido como un muñeco inmóvil en juegos anteriores pero en The Arcade aparece como un jefe.